# Kleine gestreepte koekoeksduif
De kleine gestreepte koekoeksduif (Macropygia nigrirostris) is een vogel uit de familie Columbidae (duiven).

## Verspreiding en leefgebied
Deze soort komt voor in Nieuw-Guinea en de Bismarck-archipel.